# Dres

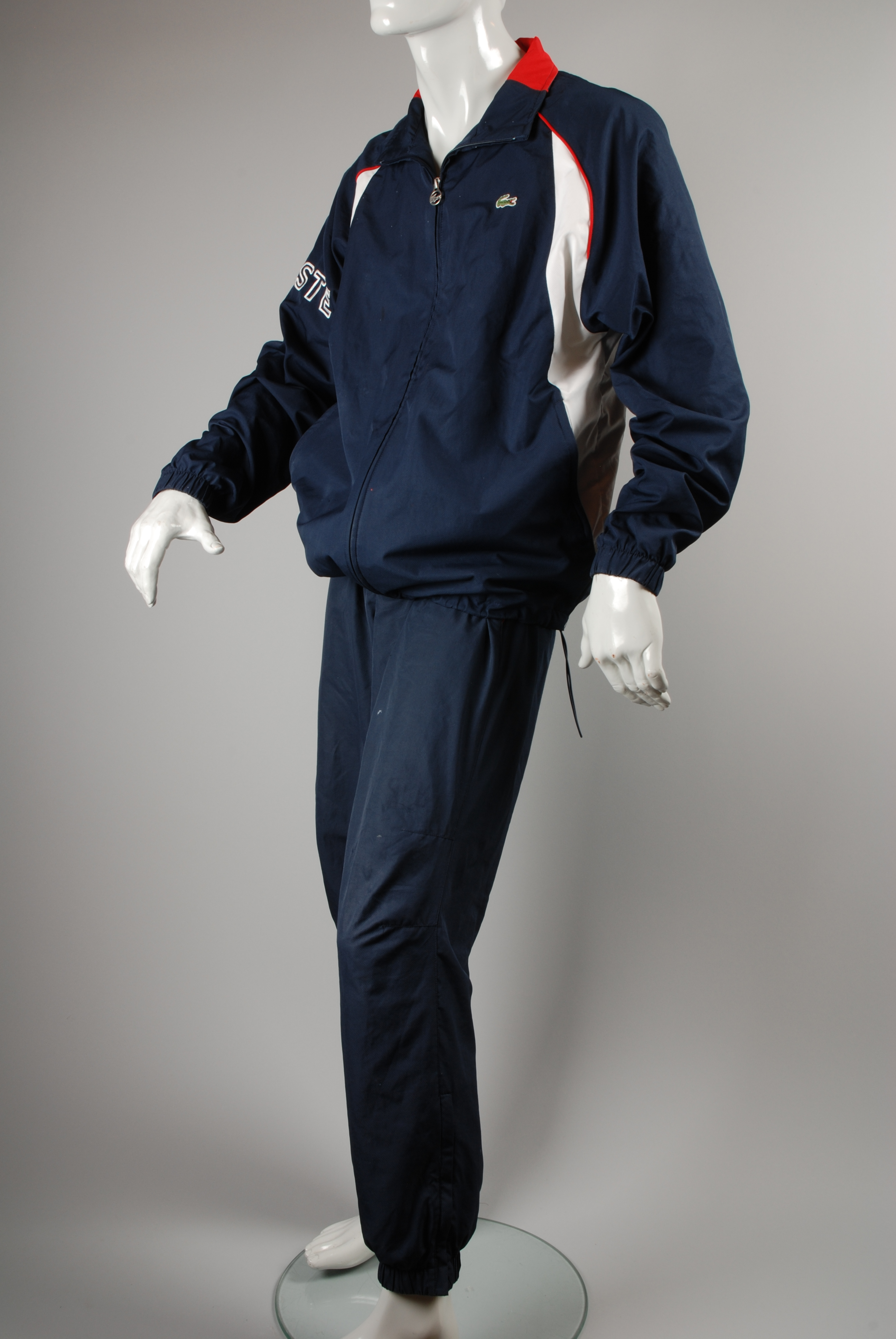
Dres

Dres – strój sportowy, przeważnie dwuczęściowy, składający się z lekkiej luźnej kurtki (zwykle zapinanej z przodu na suwak) i luźnych spodni. Dres uszyty jest z materiału łatwo wchłaniającego pot, najczęściej bawełny, weluru lub tkaniny poliestrowej (np. ortalionu).